# ماریا کان
ماریا کان (انگلیسی: Maria Kun؛ زادهٔ ۱۷ آوریل ۱۹۷۳) بازیکن فوتبال اهل سوئد است.
وی همچنین در تیم ملی فوتبال زنان سوئد بازی کرده‌است.